# Örmény szőnyeg
Örmény szőnyegnek a 16–17. századi kaukázusi csomózott szőnyeget nevezik. A Kaukázus népei közül az örményeket tartják a legrégibb szőnyegkészítőknek. Ezt alátámasztani látszik, hogy a szőnyegek motívumai az örménylakta vidék legrégibb motívumai. Ezek: a korai darabokon sárkány, főnix és állatfigurák, a későbbieken csak palmettás motívumok. A korai örmény szőnyegek önálló típusai a fás, a madaras és a basztardszőnyeg. A középrész mintái archaikusak, kerete egyszerű. Európába először 1880 körül kerültek, kuba néven. Örmény szőnyeg az Iparművészeti Múzeum gyűjteményében is van.
Az újabb készítésű, perzsa hatásokat mutató örmény szőnyegek (urfa szőnyeg, szivasz szőnyeg) nagyipari előállításúak.

## Külső hivatkozás
- www.iatp.am